# Bisbat d'Autun

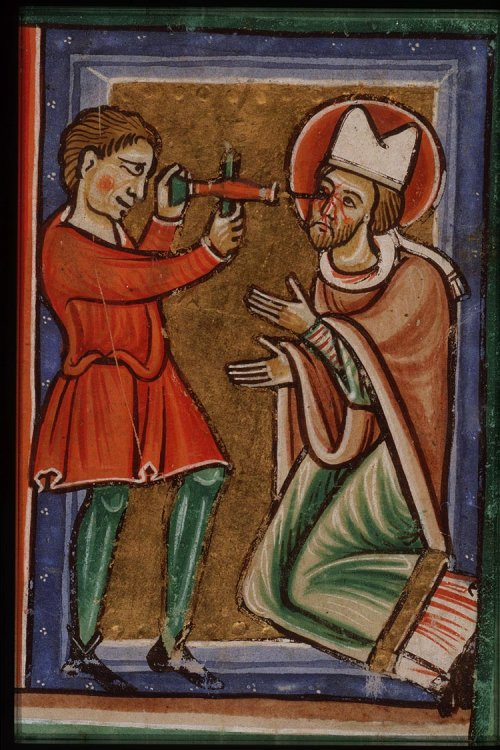
El martiri de sant Leodegari.

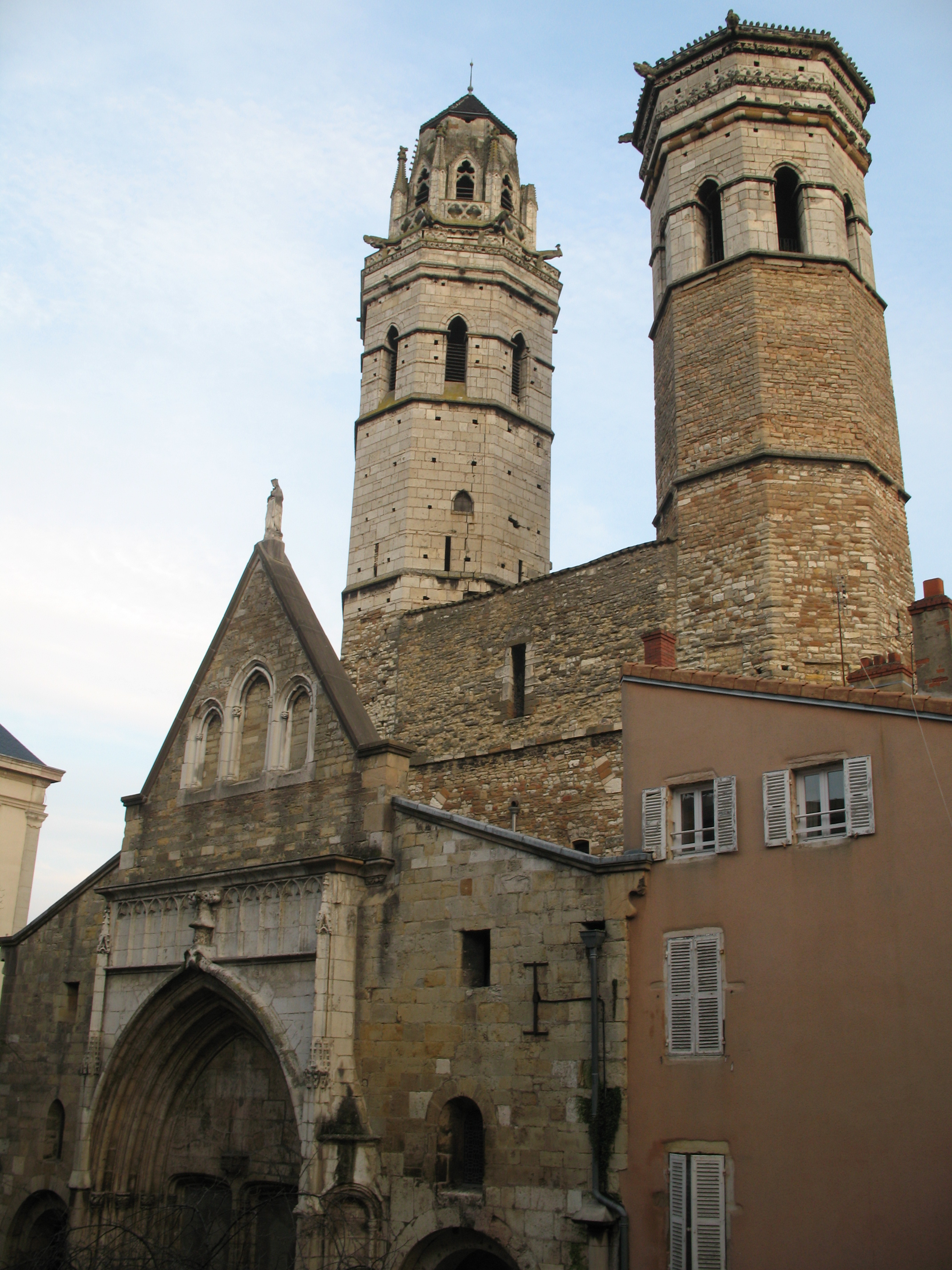
L'ex catedral de Sant Vincenç a Mâcon.

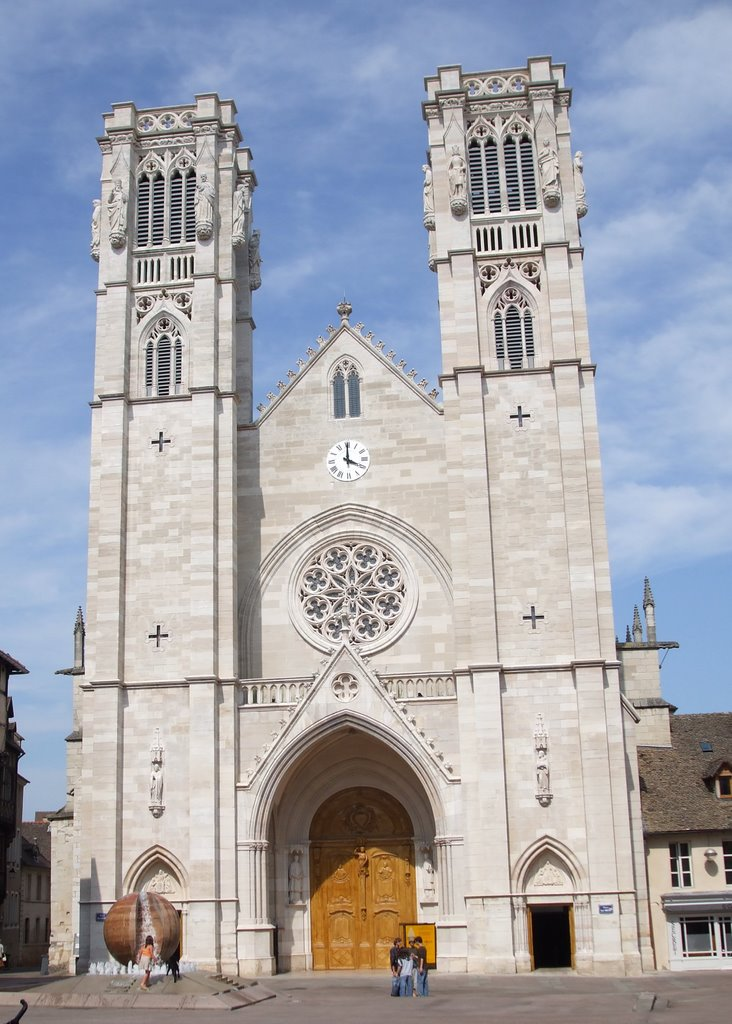
L'ex catedral de Sant Vincenç a Chalon-sur-Saône.

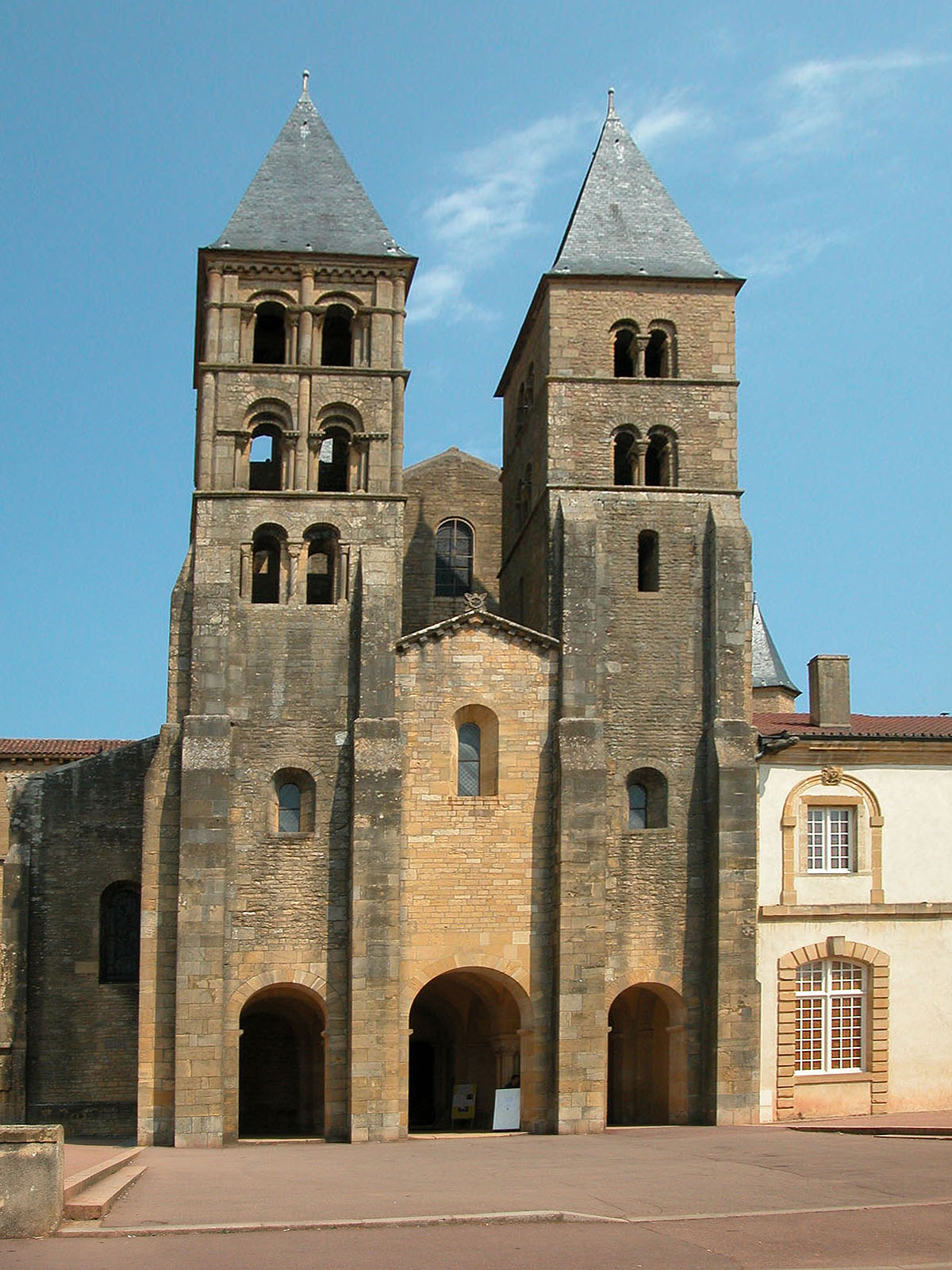
La basílica de Paray-le-Monial que allotjà santa Margherita Maria Alacoque.

El bisbat d'Autun (francès: Diòcese d'Autun, llatí: Dioecesis Augustodunensis) és una seu de l'Església Catòlica a França, sufragània de l'arquebisbat de Dijon. Al 2012 tenia 548.000 batejats sobre una població de 575.000 habitants. Actualment està regida pel bisbe Benoît Marie Pascal Rivière.

## Territori
La diòcesi inclou el departament francès del Saône-et-Loire.
La seu episcopal és la ciutat d'Autun, on es troba la catedral de Sant Llàtzer. A la diòcesi hi ha altres dues ex-catedrals: a Mâcon, l'església de Sant Vincenç i a Chalon-sur-Saône, també l'església de Sant Vincenç.
Després de la reorganització territorial de la diòcesi, a principis del tercer mil·lenni, el nombre de parròquies es va reduir de més de 300 a les actuals 49, dividides en 12 deganats.

## Història
L'ensenyament cristià va arribar a Autun en un període molt primerenc, com es coneix des de la famosa inscripció funerària, en grec clàssic, d'un tal Pectori que data del segle iii. Es va trobar el 1839 al cementiri de Sant Pere l'Estrier a Autun, i fa referència al baptisme i a l'Eucaristia.
Les recensions locals de la "Passió" de sant Simfòric d'Autun expliquen la història que, en vigílies de la persecució de Septimio Sever, sant Policarp va assignar a Ireneo dos sacerdots i un diaca (Benigne, Andoquio i Tirrus), els tres que va partir cap a Autun. Sant Benigne va marxar posteriorment a Langres, mentre que els altres es van quedar a Autun. Segons aquest cicle llegendari, que data d'aproximadament la primera meitat del segle vi, no es creia que Autun fos una seu episcopal en temps de Sant Ireneu (c. 140-211). Una altra tradició actual a Autun nomena a sant Amator com el seu primer bisbe i situa el seu episcopat al voltant de 250. No obstant això, el primer bisbe conegut per la història és sant Retici, escriptor eclesiàstic i contemporani de l'emperador Constantí I (306- 337).

### Bisbes primitius
Euphronius, que esdevingué bisbe d'Autun, acredità la fundació de la primera casa monàstica a Autun el 421, el priorat de S. Simfori. El 1792 i el 1793 es van vendre els edificis pel material de pedra i es van enderrocar. Al 1993 les restes van ser classificades com a monument històric del govern francès. En 452, el bisbe Euromoni va observar un cometa i va enviar una descripció de l'esdeveniment al comte Agrippinus, Magister Militum. El bisbe Eufroni i el bisbe Patiens van ser molt elogiats per Sidonius Apollinaris, gendre de l'emperador Avitus i bisbe de Clermont Ferrand, per realitzar l'elecció d'un bisbe de Chalons de manera particularment vertical, sense simonia, favoritisme aristocràtic, o submissió a la voluntat popular. En 472, el bisbe Sidoni va convidar el bisbe Eufroni a Bourges per a l'elecció del metropolità de Sidoni.
A partir del 599, el bisbe d'Autun va gaudir fins a finals del segle xx del dret de portar el pal·li d'un bisbe metropolità, en virtut d'un privilegi concedit al bisbe Siagri i la seva seu pel papa Gregori I (590–604). Autun va ser una metròpoli en la seva pròpia localitat, amb el segon lloc a la Gàl·lia després de Lugdunum. Gregori tenia moltes ganes de tenir un concili de l'església a França per acabar amb el vici de la simonia, i va fer una crida a la reina Brunequilda per utilitzar la seva influència per organitzar-lo; va recomanar especialment al bisbe Siagri d'Autun a la reina com el seu agent més fiable.
Durant l' època merovingiana, Autun era una diòcesi important políticament. Dos bisbes van ocupar un lloc destacat en els assumptes polítics: Siagri d'Autun, bisbe durant la segona meitat del segle vi, un contemporani de Germà, bisbe de París, que era natural d'Autun; i Leodegari d'Autun (Sant Léger), bisbe del 663 al 680, que va entrar en conflicte amb Ebroí, majordom del Palau de Neustria, i va ser assassinat per ordre de Teodéric III.
L'abadia de Sant Martí va ser fundada l'any 602 per la reina Brunhilda d'Austrasia, i va ser allà que les seves restes van ser enterrades; el monarca deposat va ser racked durant tres dies, esquarterat per quatre cavalls i després cremat una pira. A mitjans del segle x, però, l'abadia ja no estava en funcionament. El 949, els comtes borgonyesos Giselbert i Hugh van importar monjos de Cluny per reformar el monestir moribund i triar el seu propi abat. Quan l'abadia va ser destruïda en 1793, el sarcòfag de Brunhilda va ser eliminat, i ara es troba al Musée Lapidaire d'Avinyó.

### Concilis d'Autun
El primer concili es va celebrar en 663, 670 o 677, sota el bisbe Leodegari, amb la finalitat de regular la disciplina dels monestirs benedictins. Es prohibia als monjos tenir "amics especials" (compatres), o tenir amistat amb dones, o estar a punt a les ciutats. El concili va ordenar a tots els eclesiàstics que aprenguessin de memòria el credo dels Apòstols i el Credo atanasià. Això sembla l'esment més primerenc del Credo atanasià a França. El cardenal benedictí Jean-Baptiste Pitra, del segle xix, digué en la seva "Histoire de St. Léger" que aquest cànon pot haver estat dirigit contra el monotelisme, després de buscar l'entrada a les esglésies gal·licanes, però ja condemnades en el credo atanasià. La Regla de Sant Benet també va ser prescrit com el codi monàstic normal.
En un concili de 1065, sant Hugh, abat de Cluny, juntament amb quatre bisbes, va aconseguir la reconciliació de Robert, duc de Borgoña, amb Hagano el bisbe d'Autun.
En 1077, Hugues, bisbe de Die celebrà un concili a Autun, per ordre del papa Gregori VII. El concili va deposar Manasses, arquebisbe de Reims, per simonia i usurpació de la seu, i va reprendre altres bisbes per absència del concili. En 1094 Hugues, per llavors arquebisbe de Lió, i trenta-tres altres bisbes que es van reunir a Autun van renovar l'excomunió de l'emperador del Sacre Imperi Romanogermànic Enric IV, l'antipapa Guibert i els seus partidaris, també la del rei Felip de França, culpable de bigàmia. Simonia, trastorns eclesiàstics i usurpacions monàstiques van provocar altres decrets, només una de les quals és extingida, prohibint als monjos induir els canonges a entrar als monestirs.
També hi va haver un Concili a Autun a l'octubre de 1094.
A la dècada de 1150 esclatà una disputa per la jurisdicció i la independència entre el bisbe Henri de Borgonya d'Autun i l'abat Reginald de Flavigny. La disputa es va fer tan greu que va arribar a la cort reial, i va continuar allí durant un temps. Finalment, el 1160, el rei Lluís VII va declarar que els seus predecessors havien infeudat els bisbes d'Autun amb les terres de Flavigny, i que l'abat de Flavigny va ser subinfatitzat als bisbes d'Autun. No obstant això, la sentència va resoldre la disputa, que es va arrossegar al llarg de la resta del segle, que requerí una intervenció reial; els conflictes aparegueren també repetidament al segle xiii.
Després del començament del Gran Cisma el 1378, els bisbes d'Autun van ser designats, com ho havien estat al llarg del segle xiv, pel papa d'Avinyó, ara Climent VII.
Després del Concordat de 1516 entre Francesc I i Lleó X, no obstant això, el rei de França tenia el dret de nomenar bisbes a França, amb el consentiment del papa. Aquest arranjament va persistir fins a la Revolució Francesa.
Gabriel de Roquette va ser bisbe entre 1666 i 1702, durant la major part del regnat de Lluís XIV. D'acord amb el duc de Saint-Simon, va ser el model per al personatge de "Tartuf" a l'obra homònima de Molière.
La devoció al Sagrat Cor es va originar al convent de la Visitació a Paray-le-Monial, fundada l'any 1644, i avui és objecte de peregrinacions freqüents. La seva promotora va ser la germana Margarita Maria Alacoque, una monja enclaustrada que va afirmar tenir visions entre 1673 i 1675, en què Jesús li va ensenyar personalment la devoció.

### Revolució i conseqüències
Molt més tard, Charles Maurice de Talleyrand-Périgord, futur diplomàtic, ministre d'Afers Exteriors i Príncep de Benevent, va ser bisbe d'Autun des de 1788 a 1791. Va participar en la Fête de la Fédération a París el 14 de juliol de 1790, i va celebrar una missa pontifical com a bisbe. El 27 de desembre de 1790 va prendre el jurament a la Constitució civil del clergat i va notificar al seu clergat d'Autun el fet el 29 de desembre, amb la recomanació de fer el mateix. Va ser triat bisbe constitucional de Saône-et-Loire, però, amb ganes d'evitar problemes, ell mateix va renunciar al bisbat constitucional el gener de 1791. Però pel que fa a la diòcesi d'Autun de l'Antic Règim, aquesta renúncia va exigir el permís papal i el papa Pius VI es va veure obligat a acomiadant a Talleyrand com un cismàtic en una butlla el 13 d'abril de 1791. Va continuar sent bisbe, però, fins que Napoleó va obligar a Pius VII a concedir que el bisbe d'Autun "pogués usar vestit secular i servir a la República Francesa en una càrrec oficial", cosa que Talleyrand havia estat fent des de 1790. El Papa, però, no va trobar precedents en la història de l'església perquè un bisbe fos retornat a l'Estat laic i es va negar a fer-ho el 1801; Talleyrand encara era bisbe quan va morir el 1838. Com a bisbe Talleyrand va dur a terme la consagració de dos bisbes constitucionals el 24 de febrer de 1791, els bisbes Louis Alexandre Expilly de l'Aisne i Claude Eustache François Marolles de Finistère. La cerimònia va tenir lloc a París a l'Església de l'Oratori, i Talleyrand va ser assistit pels bisbes titulars Miroudot du Bourg de Babilònia i Gobel de Lyda. Les consagracions eren il·lícites però eren vàlides, i el 13 d'abril de 1791 una butlla papal suspengué a Talleyrand de les seves facultats i l'amenaçà amb l'excomunió.
Quan Talleyrand va renunciar, els electors de la nova diòcesi constitucional de Saône-et-Loire van triar un nou bisbe, Jean-Louis Gouttes. Havia estat sacerdot de l'Església catòlica durant vint-i-tres anys. Fou vicari a una parròquia prop de Bordeus, després a Gros-Caillou, i va obtenir una capella a Montaubon. Va obtenir la seva pròpia parròquia a Argellieres a la diòcesi de Narbona el 1785, encara que va ser escollit com un dels diputats a l'Assemblea Nacional per la diocesi de Béziers al març de 1789. Va servir al comitè de finances i va ser elegit president de la Assemblea nacional el 29 d'abril de 1790. El 14 de juny va supervisar el pas de l'article 29 de la Constitució, que va eliminar el poder d'instituir bisbes de mans del Papa. El 15 de febrer de 1791, l'abat Gouttes va ser elegit per majoria absoluta dels representants dels votants de Saône-et-Loire, reunits a Mâcon amb l'objectiu d'elegir un nou bisbe d'acord amb la Constitució de 1790. El 3 d'abril de 1791 va ser consagrat a Notre Dame de París juntament amb altres quatre bisbes constitucionals pels bisbes constitucionals Lamourette (Rhône-et-Loire), Périer (Puy-de-Dôme) i Prudhomme (Sarthe). El 7 de gener de 1794, però, Gouttes va ser arrestat com a contrarrevolucionari i cripto-realista i enviat a París. Va passar diversos mesos a la presó, va ser jutjat per ordre del Comitè de Seguretat Pública, i va ser enviat a la guillotina el 26 de març de 1794.
La diòcesi d'Autun no tenia un bisbe de cap mena fins que Napoleó va arribar al poder i va decidir que, en nom de la unitat francesa i els seus propis plans, la pau s'havia de concertar amb el Papat. El 1801, sota el nou Concordat, Pius VII va reorganitzar l'estructura episcopal de França i va suprimir el bisbat de Mâcon. El bisbe Gabriel-François Moreau, que havia estat bisbe de Macon però que havia emigrat durant la Revolució, va ser nomenat Bisbe d'Autun el 20 de juliol de 1802. Va morir el 8 de setembre de 1802 a l'edat de vuitanta anys. El càrrec d'ardiaca de Mâcon va continuar existint, però el seu titular ara pertanyia a la diòcesi d'Autun, i va ser nomenat canonge de la catedral de Saint-Lazare. Els ardiaques d'Autun i Châlons es van combinar en un sol càrrec.
En 1874, Adolphe-Louis-Albert Perraud va ser nomenat Bisbe d'Autun, anteriorment professor d'Història Eclesiàstica a la Sorbona. Va ser elegit membre de l'Acadèmia Francesa el 1882 i va ser nomenat cardenal pel papa Lleó X el 1893, encara que el fet no es va fer públic fins a 1895. Va morir el 1906.
A la Diòcesi d'Autun encara es veuen les restes de l'abadia benedictina de Tournus i de l'abadia de Cluny, a la qual van estar subjectes 2,000 monestirs. Gelasi II (1118-19) va morir a Cluny i, per tant, Cluny va ser el lloc del conclave que va triar el Papa Calixt II (1119-24). El 15 de desembre de 1962, l'abadia territorial de Cluny es va unir a la diòcesi d'Autun, i el bisbe d'Autun ara gaudeix del títol d'abat de Cluny.

## Cronologia episcopal
- Sant Amador I †[44]
- Sant Martino I †[45]
- Sant Retici † (abans de 313 - després de 314)
- Sant Cassià †[46]
- Sant Egemoni †[47]
- Sant Simplici †[48]
- Sant Evanzio †
- Sant Leonzio †[49]
- Sant Eufronio † (abans de 452 - després de 475)
- Flavicone † (en època del rei Clodoveu I)[50]
- Sant Pragmazio † (citat el 517)[51]
- Sant Pròcul †[52]
- Sant Agrippino † (abans de 533 - després de 538)[53]
- Sant Nettari † (citat el 549)[54]
- Eupardo †
- Remigio o Benigno †[55]
- Sant Siagrio † (vers 561 - després de juliol de 599 mort)[56]
- Lefasto †[57]
- Sant Rocco † (citat el 614)[58]
- Auspicio (Bobone) † (citat el 627)[59]
- Ferreolo † (abans de 637 - després de 650)
- Ragnoberto † (citat el 660)[60]
- Sant Leodegario † (vers 663 - 2 d'octubre de vers 680/681 mort)
- Ermenario † (citat el 684)[61]
- Anseberto † (abans de 693 - després de 696)[62]
- Vasco †
- Amatore II †
- Moderanno †
- Gairone †
- Iddone † (citat el 762)
- Renaud I †
- Martin II †
- Alderic †
- Modoin † (abans de 815 - després d'agost de 840)
- Bernon †
- Altée † (abans de 843 - després de 847/849)
- Jonas † (abans d'agost de 850 - després d'abril de 865)
- Lindon † (abans d'agost de 866 - després de maig de 873)
- Adalgaire † (875 - 893 mort)
- Wallon de Vergy † (abans de maig de 894 - vers 919 mort)
- Hervée de Vergy † (vers 920 - vers 929 mort)
- Rotmond † (935 - 968 mort)
- Gérard † (vers 970 - 15 d'abril de 976 mort)
- Gautier I † (vers 977 - 8 o 9 de maig de 1024 mort)
- Helmuin † (1025 - 1055 mort)
- Aganon † (vers 1055 - 25 de juny de 1098 mort)
- Norgaud † (1098 - 14 de maig de 1112 mort)
- Etienne I de Bâgé † (1112 - 1139 mort)
- Robert de Bourgogne † (1140 - 18 de juliol de 1140 mort)
- Humbert de Bâgé † (1140 - 1148 nomenat arquebisbe de Lió)
- Henri de Bourgogne † (1148 - 1170 o 1171 mort)
- Etienne II † (1171 - vers 1189 mort)
- Gautier II † (vers 1189 - 14 de maig de 1223 mort)
- Guy de Vergy † (1224 - 29 d'octubre de 1245 mort)
- Anselin de Pomard † (1245 - 1 d'abril de 1253 mort)
- Girard de La Roche o de Beauvoir † (vers 1253 - 2 de desembre de 1276 mort)
- Jacques de Beauvoir † (16 de maig de 1283 - 1 d'octubre de 1286 mort)
- Hugues d'Arcy † (abans de 13 de juny de 1288 - 29 de setembre de 1298 mort)
- Barthélémy † (6 d'abril de 1299 - juliol de 1308 mort)
- Elie Guidonis † (13 d'agost de 1308 - 1322 mort)
- Pierre Bertrand il Vecchio † (19 de maig de 1322 - 9 de desembre de 1331 renuncià)
- Jean d'Arcy † (21 de desembre de 1331 - 25 de setembre de 1342 nomenat bisbe de Langres)
- Guillaume d'Auxonne † (25 de setembre de 1342 - 30 de març de 1344 mort)
- Guy de La Chaume † (27 d'octubre de 1344 - 18 de gener de 1356 nomenat arquebisbe de Lió)
- Guillaume de Thurey † (18 de gener de 1356 - 25 d'agost de 1358 nomenat arquebisbe de Lió)
- Renaud de Maubernard † (25 d'agost de 1358 - 21 de juliol de 1361 mort)
- Geoffroi David † (27 d'agost de 1361 - gener de 1377 mort)
- Pierre-Raymond de Barrière † (22 d'abril de 1377 - 1379 renuncià)
- Guillaume de Vienne, O.S.B. † (11 de febrer de 1379 - 26 d'agost de 1387 nomenat bisbe de Beauvais)
- Nicolas de Coulon † (26 d'agost de 1387 - 20 de desembre de 1400 mort)
- Milon de Grancey † (14 de febrer de 1401 - abans de 27 de setembre de 1414 renuncià)
- Frédéric de Grancey, O.Clun. † (17 de març de 1419 - 2 d'agost de 1436 mort)
- Jean Rolin el Vell † (20 d'agost de 1436 - 22 de juny de 1483 mort)
- Philibert Hugonet † (10 de juliol de 1484 - 11 de setembre de 1484 mort)
- Jean Balue † (13 d'octubre de 1484 - 1490 renuncià)
- Antoine de Châlon † (17 d'abril de 1490 - 1500 renuncià)
  - Olivier de Vienne † (18 de febrer de 1500 - 1500 renuncià) (bisbe electe)
- Jean Rolin il Giovane † (13 de novembre de 1500 - 4 d'abril de 1501 mort)
- Luigi II d'Amboise † (9 d'agost de 1501 - 1 de juliol de 1503 nomenat arquebisbe d'Albi)
- Filippo di Kleve † (9 d'agost de 1503 - 5 de març de 1505 mort)
- Jacques Hurault de Cheverny † (31 de març de 1505 - 26 de juny de 1546 mort)
  - Ippolito d'Este † (14 de juny de 1548 - 27 de juny de 1550 renuncià) (administrador apostòlic)
- Philibert Dugny de Courgengoux, O.S.B. † (30 de gener de 1551 - 30 de setembre de 1557 mort)
- Pierre de Marcilly † (23 de març de 1558 - 16 d'agost de 1572 mort)
- Charles d'Ailleboust † (2 de març de 1573 - 29 d'abril de 1585 mort)
- Charles de Marcel, O.S.B. † (31 de gener de 1586 - ? mort)
- Pierre Saunier, O.Clun. † (4 de juliol de 1588 - 24 de desembre de 1612 mort)
  - Sede vacante (1612-1620)
- Claude de la Magdelaine † (18 de maig de 1620 - 21 d'abril de 1652 mort)
- Louis Doni d'Attichy, O.M. † (23 de setembre de 1652 - 30 de juny de 1664 mort)
- Gabriel de Roquette † (11 d'octubre de 1666 - 22 de juliol de 1702 renuncià)
- Bernard (Bertrand) de Sénaux † (12 de novembre de 1703 - 30 d'abril de 1709 mort)
  - Charles Andrault de Maulevrier de Langeron † (18 de maig de 1709 - maig de 1710 renuncià) (bisbe electe)
- Charles-François d'Hallencourt de Dromesnil † (26 de gener de 1711 - 8 de setembre de 1721 renuncià)
- Antoine-François de Bliterswyck de Montcley † (20 de desembre de 1723 - 31 de març de 1732 nomenat arquebisbe de Besançon)
- Gaspard de La Valette de Thomas † (11 d'agost de 1732 - 10 de juliol de 1748 mort)
- Antoine de Malvin de Montazet † (15 de juliol de 1748 - 18 de juliol de 1758 renuncià)
- Nicolas de Bouillé † (11 de setembre de 1758 - 22 de febrer de 1767 mort)
- Yves-Alexandre de Marbeuf † (15 de juny de 1767 - 12 de setembre de 1788 renuncià)
- Charles-Maurice de Talleyrand-Périgord † (15 de desembre de 1788 - 13 d'abril de 1791 renuncià)
  - Sede vacante (1791-1802)
- Gabriel-François Moreau † (16 de maig de 1802 - 8 de setembre de 1802 mort)
- François de Fontanges † (20 de desembre de 1802 - 26 de gener de 1806 mort)
- Fabien-Sébastien Imberties † (26 d'agost de 1806 - 25 de gener de 1819 mort)
- Roch-Etienne de Vichy † (27 de setembre de 1819 - 3 d'abril de 1829 mort)
- Bénigne-Urbain-Jean-Marie du Trousset d'Héricourt † (27 de juliol de 1829 - 8 de juliol de 1851 mort)
- Frédéric-Gabriel-Marie-François de Marguerye † (15 de març de 1852 - 1 d'agost de 1872 renuncià)
- Léopold-René Leséleuc de Kerouara † (23 de desembre de 1872 - 16 de desembre de 1873 mort)
- Adolphe-Louis-Albert Perraud † (4 de maig de 1874 - 10 de febrer de 1906 mort)
- Henri-Raymond Villard † (13 de juliol de 1906 - 8 de desembre de 1914 mort)
- Désiré-Hyacinthe Berthoin † (1 de juny de 1915 - 24 de febrer de 1922 mort)
- Hyacinthe-Jean Chassagnon † (19 de juny de 1922 - 12 de febrer de 1940 mort)
- Lucien-Sidroine Lebrun † (26 de juliol de 1940 - 22 de març de 1966 renuncià)
- Armand François M. Le Bourgeois † (22 de març de 1966 - 31 de juliol de 1987 jubilat)
- Raymond Gaston Joseph Séguy (31 de juliol de 1987 - 8 d'abril de 2006 jubilat)
- Benoît Marie Pascal Rivière, des del 8 d'abril de 2006

## Estadístiques
A finals del 2012, la diòcesi tenia 548.000 batejats sobre una població de 575.000 persones, equivalent al 95,3% del total.
| any  | població | població | població | sacerdots | sacerdots       | sacerdots       | sacerdots             | diaques | religiosos | religiosos | parròquies |
| ---- | -------- | -------- | -------- | --------- | --------------- | --------------- | --------------------- | ------- | ---------- | ---------- | ---------- |
| any  | batejats | total    | %        | total     | clergat secular | clergat regular | batejats por sacerdot | diaques | homes      | dones      |            |
| 1950 | 503.000  | 508.749  | 98,9     | 659       | 583             | 76              | 763                   |         | 128        | 1.341      | 554        |
| 1959 | 504.000  | 511.000  | 98,6     | 576       | 536             | 40              | 875                   |         | 107        | 1.298      | 554        |
| 1969 | 506.381  | 550.381  | 92,0     | 490       | 469             | 21              | 1.033                 |         | 48         | 1.100      | 257        |
| 1980 | 570.060  | 580.060  | 98,3     | 415       | 402             | 13              | 1.373                 |         | 36         | 808        | 545        |
| 1990 | 579.000  | 592.000  | 97,8     | 352       | 330             | 22              | 1.644                 | 12      | 86         | 612        | 545        |
| 1999 | 550.000  | 560.000  | 98,2     | 267       | 252             | 15              | 2.059                 | 21      | 85         | 560        | 365        |
| 2000 | 525.000  | 540.873  | 97,1     | 265       | 250             | 15              | 1.981                 | 20      | 67         | 540        | 324        |
| 2001 | 525.000  | 540.873  | 97,1     | 261       | 246             | 15              | 2.011                 | 2       | 67         | 540        | 334        |
| 2002 | 525.000  | 540.873  | 97,1     | 246       | 231             | 15              | 2.134                 | 21      | 30         | 528        | 302        |
| 2003 | 520.000  | 544.983  | 95,4     | 234       | 225             | 9               | 2.222                 | 24      | 122        | 305        | 302        |
| 2004 | 520.000  | 544.983  | 95,4     | 267       | 247             | 20              | 1.947                 | 24      | 136        | 407        | 302        |
| 2006 | 522.000  | 547.000  | 95,4     | 240       | 228             | 12              | 2.175                 | 24      | 160        | 436        | 50         |
| 2012 | 548.000  | 575.000  | 95,3     | 174       | 162             | 12              | 3.149                 | 28      | 51         | 423        | 49         |